# Sicalis lutea
Sicalis lutea е вид птица от семейство Тангарови (Thraupidae).

## Разпространение
Видът е разпространен в Аржентина, Боливия, Перу и Чили.